# Liste der während der Nimrod-Expedition entdeckten geographischen Objekte

Lage der Ross Dependency in der Antarktis, Zielgebiet der Nimrod-Expedition

Dies ist eine Liste der geographischen Objekte (Gebirgszüge, Berge, Gletscher, Scharten, Täler, Felsformationen, Kliffs, Inseln, Kaps, Buchten, Strände und Seen), die während der Nimrod-Expedition (1907–1909) in die Antarktis unter Leitung des britischen Polarforschers Ernest Shackleton in der Ross Dependency entdeckt und benannt wurden. Die Zuteilung von Namen und Identnummern (Antarctic ID) erfolgte durch das US-amerikanische Advisory Committee on Antarctic Names. Weitere Einträge erschienen im vorläufigen neuseeländischen geographischen Lexikon für die Ross Dependency (New Zealand Provisional Gazetteer of the Ross Dependency) aus dem Jahr 1958.
| Antarctic ID | Name                         | Landschaftstyp | Geokoordinaten        | benannt nach | Referenzen |
| ------------ | ---------------------------- | -------------- | --------------------- | --- | --- |
| 69           | Adams Mountains              | Gebirgszug     | 84° 30′ S, 166° 20′ O | Jameson Adams (1880–1962), Teilnehmer der Nimrod-Expedition | Adams Mountains. In: Geographic Names Information System. United States Geological Survey, United States Department of the Interior, archiviert vom Original (englisch). Textarchiv – Internet Archive    |
| 204          | Albrecht-Penck-Gletscher     | Gletscher      | 76° 40′ S, 162° 20′ O | Albrecht Penck (1858–1945), deutscher Geograph und Geologe | Albrecht-Penck-Gletscher. In: Geographic Names Information System. United States Geological Survey, United States Department of the Interior, archiviert vom Original (englisch). geographic.org          |
| 270          | Alice-Gletscher              | Gletscher      | 83° 58′ S, 170° 0′ O  | Alice Marshall, Mutter des leitenden Arztes der Nimrod-Expedition Eric Marshall (1879–1963) | Alice-Gletscher. In: Geographic Names Information System. United States Geological Survey, United States Department of the Interior, archiviert vom Original (englisch). geographic.org                   |
| 287          | Kap Allen                    | Kap            | 83° 33′ S, 171° 0′ O  | Robert Calder Allen (1812–1903), Schiffsführer der Resolute unter Horatio Thomas Austin bei der Belcher-Expedition zur Suche nach der verschollenen Franklin-Expedition                                   | Kap Allen. In: Geographic Names Information System. United States Geological Survey, United States Department of the Interior, archiviert vom Original (englisch). geographic.org                         |
| 295          | Mount Allen Young            | Berg           | 83° 27′ S, 166° 52′ O | Allen Young (1827–1915), Kapitän der Fox bei Francis Leopold McClintocks Suchexpedition nach der verschollenen Franklin-Expedition                                                                        | Mount Allen Young. In: Geographic Names Information System. United States Geological Survey, United States Department of the Interior, archiviert vom Original (englisch). geographic.org                 |
| 475          | Mount Anne                   | Berg           | 83° 56′ S, 169° 20′ O | Anne (Ann) Dawson-Lambton (1835–unbekannt), Sponsorin der Nimrod-Expedition | Mount Anne (Seite dauerhaft nicht mehr abrufbar, festgestellt im Juli 2025. Suche in Webarchiven) Textarchiv – Internet Archive                                                                           |
| 606          | Mount Armytage               | Berg           | 76° 2′ S, 160° 45′ O  | Bertram Armytage (1869–1910), Teilnehmer der Nimrod-Expedition | Mount Armytage. In: Geographic Names Information System. United States Geological Survey, United States Department of the Interior, archiviert vom Original (englisch). geographic.org                    |
| 659          | Asquith Bluff                | Kliff          | 83° 30′ S, 167° 21′ O | Herbert Henry Asquith (1852–1928), britischer Premierminister | Asquith Bluff. In: Geographic Names Information System. United States Geological Survey, United States Department of the Interior, archiviert vom Original (englisch). geographic.org                     |
| 713          | Mount Augusta                | Berg           | 84° 48′ S, 163° 6′ O  | Augusta Swinford-Edwards, Verwandte Ernest Shackletons | Mount Augusta. In: Geographic Names Information System. United States Geological Survey, United States Department of the Interior, archiviert vom Original (englisch). geographic.org                     |
| 819          | Backdoor Bay                 | Bucht          | 77° 34′ S, 166° 12′ O | „Die Hintertür-Bucht“ auf der östlichen Seite von Kap Royds | Backdoor Bay. In: Geographic Names Information System. United States Geological Survey, United States Department of the Interior, archiviert vom Original (englisch). geographic.org                      |
| 823          | Backstairs-Passage-Gletscher | Gletscher      | 75° 2′ S, 162° 36′ O  | „Der Dienstbotenaufgangs-Gletscher“, ironische Benennung wegen des langen und beschwerlichen Aufstiegs auf das nördliche Polarplateau                                                                     | Backstairs-Passage-Gletscher. In: Geographic Names Information System. United States Geological Survey, United States Department of the Interior, archiviert vom Original (englisch). geographic.org      |
| 1035         | Mount Bartlett               | Berg           | 84° 56′ S, 163° 56′ O | Herbert Henry Bartlett (1842–1921), Bauunternehmer und Sponsor der Nimrod-Expedition | Mount Bartlett. In: Geographic Names Information System. United States Geological Survey, United States Department of the Interior, archiviert vom Original (englisch). Textarchiv – Internet Archive     |
| 1122         | Beardmore-Gletscher          | Gletscher      | 83° 45′ S, 171° 0′ O  | William Beardmore (1856–1936), Sponsor der Nimrod-Expedition | Beardmore-Gletscher. In: Geographic Names Information System. United States Geological Survey, United States Department of the Interior, archiviert vom Original (englisch). geographic.org               |
| 1189         | Mount Bell                   | Berg           | 84° 4′ S, 167° 30′ O  | William Bell, Cousin Ernest Shackletons und Sponsor der Nimrod-Expedition | Mount Bell. In: Geographic Names Information System. United States Geological Survey, United States Department of the Interior, archiviert vom Original (englisch). geographic.org                        |
| 1320         | Berwick-Gletscher            | Gletscher      | 84° 36′ S, 165° 45′ O | HMS Berwick, ein Schiff, auf dem der stellvertretende Leiter der Nimrod-Expedition Jameson Adams gedient hatte                                                                                            | Berwick-Gletscher. In: Geographic Names Information System. United States Geological Survey, United States Department of the Interior, archiviert vom Original (englisch). geographic.org                 |
| 1391         | Bingley-Gletscher            | Gletscher      | 84° 29′ S, 167° 10′ O | Bingley, Ort in der Grafschaft West Yorkshire und Stammsitz der Familie Ernest Shackletons | Bingley-Gletscher. In: Geographic Names Information System. United States Geological Survey, United States Department of the Interior, archiviert vom Original (englisch). geographic.org                 |
| 1476         | Blacksand Beach              | Strand         | 77° 34′ S, 166° 9′ O  | „Der schwarzsandige Strand“ | Blacksand Beach. In: Geographic Names Information System. United States Geological Survey, United States Department of the Interior, archiviert vom Original (englisch). geographic.org                   |
| 1551         | Blue Lake                    | See            | 77° 33′ S, 166° 11′ O | „Der blaue See“ | Blue Lake. In: Geographic Names Information System. United States Geological Survey, United States Department of the Interior, archiviert vom Original (englisch). geographic.org                         |
| 1622         | Mount Bonaparte              | Berg           | 83° 0′ S, 160° 50′ O  | Roland Bonaparte (1858–1924), Präsident der Société de Géographie | Mount Bonaparte. In: Geographic Names Information System. United States Geological Survey, United States Department of the Interior, archiviert vom Original (englisch). geographic.org                   |
| 1971         | Mount Brocklehurst           | Berg           | 76° 8′ S, 161° 27′ O  | Philip Brocklehurst (1887–1975), Teilnehmer der Nimrod-Expedition | Mount Brocklehurst. In: Geographic Names Information System. United States Geological Survey, United States Department of the Interior, archiviert vom Original (englisch). geographic.org                |
| 2092         | Mount Buckley                | Berg           | 84° 58′ S, 163° 56′ O | George Alexander McLean Buckley (1866–1937), Sponsor der Nimrod-Expedition | Mount Buckley. In: Geographic Names Information System. United States Geological Survey, United States Department of the Interior, archiviert vom Original (englisch). geographic.org                     |
| 2094         | Buckley-Insel                | Berg           | 84° 57′ S, 164° 0′ O  | George Alexander McLean Buckley (1866–1937), Sponsor der Nimrod-Expedition | Buckley-Insel. In: Geographic Names Information System. United States Geological Survey, United States Department of the Interior, archiviert vom Original (englisch). geographic.org                     |
| 2414         | Mount Cara                   | Berg           | 82° 45′ S, 161° 6′ O  | unbekannt, vermutlich abgeleitet vom irischen „Mo Anam Cara“ für „Mein Seelenfreund“ | Mount Cara. In: Geographic Names Information System. United States Geological Survey, United States Department of the Interior, archiviert vom Original (englisch). geographic.org                        |
| 2559         | Mount Cecily                 | Berg           | 85° 52′ S, 174° 15′ O | Cecily Shackleton (1906–1957), Ernest Shackletons Tochter | Mount Cecily. In: Geographic Names Information System. United States Geological Survey, United States Department of the Interior, archiviert vom Original (englisch). geographic.org                      |
| 2703         | Cheetham-Eiszunge            | Gletscher      | 75° 45′ S, 162° 55′ O | Alfred Cheetham (1867–1918), Teilnehmer der Nimrod-Expedition | Cheetham-Eiszunge. In: Geographic Names Information System. United States Geological Survey, United States Department of the Interior, archiviert vom Original (englisch). geographic.org                 |
| 2824         | Mount Clarke                 | Berg           | 85° 5′ S, 172° 18′ O  | Rupert Clarke (1865–1926), Sponsor der Nimrod-Expedition | Mount Clarke. In: Geographic Names Information System. United States Geological Survey, United States Department of the Interior, archiviert vom Original (englisch). Textarchiv – Internet Archive       |
| 2828         | Clarke-Gletscher             | Gletscher      | 75° 34′ S, 162° 5′ O  | Rupert Clarke (1865–1926), Sponsor der Nimrod-Expedition | Clarke-Gletscher. In: Geographic Names Information System. United States Geological Survey, United States Department of the Interior, archiviert vom Original (englisch). geographic.org                  |
| 2859         | Clear Lake                   | See            | 77° 33′ S, 166° 10′ O | „Der klare See“ | Clear Lake. In: Geographic Names Information System. United States Geological Survey, United States Department of the Interior, archiviert vom Original (englisch). geographic.org                        |
| 2899         | The Cloudmaker               | Berg           | 84° 17′ S, 169° 25′ O | „Der Wolkenmacher“ | The Cloudmaker. In: Geographic Names Information System. United States Geological Survey, United States Department of the Interior, archiviert vom Original (englisch). geographic.org                    |
| 2912         | Coast Lake                   | See            | 77° 33′ S, 166° 9′ O  | „Der Küsten-See“ | Coast Lake. In: Geographic Names Information System. United States Geological Survey, United States Department of the Interior, archiviert vom Original (englisch). geographic.org                        |
| 3003         | Commonwealth Range           | Gebirgszug     | 84° 15′ S, 172° 20′ O | Commonwealth of Australia | Commonwealth Range. In: Geographic Names Information System. United States Geological Survey, United States Department of the Interior, archiviert vom Original (englisch). geographic.org                |
| 3078         | Conway Range                 | Gebirgszug     | 79° 16′ S, 159° 30′ O | unbekannt, vermutlich William Martin Conway (1856–1937), britischer Bergsteiger | Conway Range. In: Geographic Names Information System. United States Geological Survey, United States Department of the Interior, archiviert vom Original (englisch). Textarchiv – Internet Archive       |
| 3372         | Mount Crummer                | Berg           | 75° 30′ S, 162° 34′ O | unbekannt, vermutlich Henry Samuel Walker Crummer (1839–1921), australischer Landvermesser | Mount Crummer. In: Geographic Names Information System. United States Geological Survey, United States Department of the Interior, archiviert vom Original (englisch). geographic.org                     |
| 3441         | Mount Cyril                  | Berg           | 84° 2′ S, 172° 35′ O  | Cyril Longhurst (1878–1948), Sekretär der Discovery-Expedition | Mount Cyril. In: Geographic Names Information System. United States Geological Survey, United States Department of the Interior, archiviert vom Original (englisch). geographic.org                       |
| 3533         | Mount Darwin                 | Berg           | 85° 2′ S, 163° 8′ O   | Leonard Darwin (1850–1943), Präsident der Royal Geographical Society | Mount Darwin. In: Geographic Names Information System. United States Geological Survey, United States Department of the Interior, archiviert vom Original (englisch).geographic.org                       |
| 3554         | David-Gletscher              | Gletscher      | 75° 19′ S, 162° 0′ O  | Tannatt William Edgeworth David (1858–1934), Teilnehmer der Nimrod-Expedition | David-Gletscher. In: Geographic Names Information System. United States Geological Survey, United States Department of the Interior, archiviert vom Original (englisch). geographic.org                   |
| 3582         | Davis-Gletscher              | Gletscher      | 75° 45′ S, 162° 10′ O | John King Davis (1884–1967), Teilnehmer der Nimrod-Expedition | Davis-Gletscher. In: Geographic Names Information System. United States Geological Survey, United States Department of the Interior, archiviert vom Original (englisch). geographic.org                   |
| 3607         | Kap Day                      | Kap            | 76° 18′ S, 162° 46′ O | Bernard Day (1884–1934), Teilnehmer der Nimrod-Expedition | Kap Day. In: Geographic Names Information System. United States Geological Survey, United States Department of the Interior, archiviert vom Original (englisch). geographic.org                           |
| 3621         | Mount Deakin                 | Berg           | 84° 40′ S, 170° 40′ O | Alfred Deakin (1856–1919), australischer Premierminister | Mount Deakin. In: Geographic Names Information System. United States Geological Survey, United States Department of the Interior, archiviert vom Original (englisch). geographic.org                      |
| 3667         | Deep Lake                    | See            | 77° 34′ S, 166° 15′ O | „Der tiefe See“ | Deep Lake. In: Geographic Names Information System. United States Geological Survey, United States Department of the Interior, archiviert vom Original (englisch). geographic.org                         |
| 3752         | Depot Island                 | Insel          | 76° 42′ S, 162° 58′ O | Insel, auf der die sogenannte Nordgruppe der Nimrod-Expedition gesammelte geologische Proben zurückließ                                                                                                   | Depot Island. In: Geographic Names Information System. United States Geological Survey, United States Department of the Interior, archiviert vom Original (englisch). geographic.org                      |
| 3965         | Dominion Range               | Gebirgszug     | 85° 20′ S, 166° 30′ O | Dominion of New Zealand | Dominion Range. In: Geographic Names Information System. United States Geological Survey, United States Department of the Interior, archiviert vom Original (englisch). geographic.org                    |
| 3968         | Mount Donaldson              | Berg           | 84° 37′ S, 172° 12′ O | Isabella Donaldson (1885–unbekannt), britische Theaterschauspielerin | Mount Donaldson. In: Geographic Names Information System. United States Geological Survey, United States Department of the Interior, archiviert vom Original (englisch). geographic.org                   |
| 4132         | Dudley Head                  | Berg           | 84° 18′ S, 172° 15′ O | William Humble Ward, 2. Earl of Dudley (1867–1932), Generalgouverneur Australiens | Dudley Head. In: Geographic Names Information System. United States Geological Survey, United States Department of the Interior, archiviert vom Original (englisch). geographic.org                       |
| 4173         | Kap Dunlop                   | Kap            | 77° 15′ S, 163° 29′ O | Henry Dunlop (1876–1931), Teilnehmer der Nimrod-Expedition | Kap Dunlop. In: Geographic Names Information System. United States Geological Survey, United States Department of the Interior, archiviert vom Original (englisch). geographic.org                        |
| 4174         | Dunlop-Insel                 | Insel          | 77° 14′ S, 163° 30′ O | Henry Dunlop (1876–1931), Teilnehmer der Nimrod-Expedition | Dunlop-Insel (Seite dauerhaft nicht mehr abrufbar, festgestellt im Juli 2025. Suche in Webarchiven) geographic.org                                                                                        |
| 4197         | D’Urville Wall               | Kliff          | 75° 16′ S, 162° 13′ O | Jules Dumont d’Urville (1790–1842), französischer Seefahrer und Polarforscher | D’Urville Wall. In: Geographic Names Information System. United States Geological Survey, United States Department of the Interior, archiviert vom Original (englisch). geographic.org                    |
| 4427         | Mount Elizabeth              | Berg           | 83° 54′ S, 168° 23′ O | Elizabeth Dawson-Lambton (1836–unbekannt), Sponsorin der Nimrod-Expedition | Mount Elizabeth (Seite dauerhaft nicht mehr abrufbar, festgestellt im Juli 2025. Suche in Webarchiven) geographic.org                                                                                     |
| 4492         | Mount Emily                  | Berg           | 85° 50′ S, 174° 20′ O | Emily Shackleton (1868–1936), Ernest Shackletons Ehefrau | Mount Emily. In: Geographic Names Information System. United States Geological Survey, United States Department of the Interior, archiviert vom Original (englisch). geographic.org                       |
| 4656         | Evans Cove                   | Bucht          | 74° 53′ S, 163° 48′ O | Frederick Pryce Evans (1874–1959), Teilnehmer der Nimrod-Expedition | Evans Cove. In: Geographic Names Information System. United States Geological Survey, United States Department of the Interior, archiviert vom Original (englisch). geographic.org                        |
| 4985         | Flagstaff Point              | Kap            | 77° 33′ S, 166° 10′ O | „Die Stelle des Fahnenmastes“, den Teilnehmer der Nimrod-Expedition hier aufstellten | Flagstaff Point. In: Geographic Names Information System. United States Geological Survey, United States Department of the Interior, archiviert vom Original (englisch). geographic.org                   |
| 5066         | Mount F. L. Smith            | Berg           | 83° 38′ S, 169° 29′ O | Finlay L. Smith (1829–1911), schottischer Tabakproduzent und Sponsor der Nimrod-Expedition | Mount F. L. Smith. In: Geographic Names Information System. United States Geological Survey, United States Department of the Interior, archiviert vom Original (englisch). geographic.org                 |
| 5205         | Mount Fox                    | Berg           | 83° 38′ S, 169° 15′ O | Agnes Susan Fox (1857–1913), Sponsorin der Nimrod-Expedition | Mount Fox. In: Geographic Names Information System. United States Geological Survey, United States Department of the Interior, archiviert vom Original (englisch). Textarchiv – Internet Archive          |
| 5358         | Fry-Gletscher                | Gletscher      | 76° 38′ S, 162° 18′ O | Albert Magnus Fry (1857–1938), schottischer Schokoladenproduzent und Sponsor der Nimrod-Expedition | Fry-Gletscher. In: Geographic Names Information System. United States Geological Survey, United States Department of the Interior, archiviert vom Original (englisch). Textarchiv – Internet Archive      |
| 5514         | The Gateway                  | Scharte        | 83° 31′ S, 170° 58′ O | „Das Tor [nach Süden]“, Durchgang vom Ross-Schelfeis auf den Beardmore-Gletscher | The Gateway. In: Geographic Names Information System. United States Geological Survey, United States Department of the Interior, archiviert vom Original (englisch). geographic.org                       |
| 5945         | Granite Pillars              | Felsformation  | 83° 36′ S, 170° 45′ O | „Die Granitsäulen“ | Granite Pillars. In: Geographic Names Information System. United States Geological Survey, United States Department of the Interior, archiviert vom Original (englisch). geographic.org                   |
| 6004         | Green Lake                   | See            | 77° 33′ S, 166° 9′ O  | „Der grüne See“ | Green Lake. In: Geographic Names Information System. United States Geological Survey, United States Department of the Interior, archiviert vom Original (englisch). geographic.org                        |
| 6355         | Harbord-Gletscher            | Gletscher      | 75° 50′ S, 162° 24′ O | Arthur Edward Harbord (1883–1961), Teilnehmer der Nimrod-Expedition | Harbord-Gletscher. In: Geographic Names Information System. United States Geological Survey, United States Department of the Interior, archiviert vom Original (englisch). geographic.org                 |
| 6356         | Harbord-Gletscherzunge       | Gletscher      | 75° 50′ S, 162° 50′ O | Arthur Edward Harbord (1883–1961), Teilnehmer der Nimrod-Expedition | Harbord-Gletscherzunge. In: Geographic Names Information System. United States Geological Survey, United States Department of the Interior, archiviert vom Original (englisch). geographic.org            |
| 6364         | Mount Harcourt               | Berg           | 83° 49′ S, 172° 25′ O | Robert Venables Vernon Harcourt (1878–1962), britischer Unterhausabgeordneter der Liberal Party, der sich für die finanzielle Unterstützung der Nimrod-Expedition durch die britische Regierung einsetzte | Mount Harcourt. In: Geographic Names Information System. United States Geological Survey, United States Department of the Interior, archiviert vom Original (englisch). Textarchiv – Internet Archive     |
| 6548         | Heart Lake                   | See            | 77° 35′ S, 166° 17′ O | „Der herzförmige See“ | Heart Lake. In: Geographic Names Information System. United States Geological Survey, United States Department of the Interior, archiviert vom Original (englisch). geographic.org                        |
| 6658         | Mount Henry                  | Berg           | 83° 52′ S, 172° 4′ O  | unbekannt, vermutlich Ernest Shackletons Vater Henry Shackleton (1847–1920) | Mount Henry. In: Geographic Names Information System. United States Geological Survey, United States Department of the Interior, archiviert vom Original (englisch). geographic.org                       |
| 6664         | Mount Henry Lucy             | Berg           | 85° 11′ S, 170° 26′ O | William Henry Lucy (1842–1924), britischer Journalist | Mount Henry Lucy. In: Geographic Names Information System. United States Geological Survey, United States Department of the Interior, archiviert vom Original (englisch). geographic.org                  |
| 6952         | Hood-Gletscher               | Gletscher      | 83° 55′ S, 173° 10′ O | Horace Hood (1870–1916), britischer Konteradmiral | Hood-Gletscher. In: Geographic Names Information System. United States Geological Survey, United States Department of the Interior, archiviert vom Original (englisch). geographic.org                    |
| 6967         | Mount Hope                   | Berg           | 83° 31′ S, 171° 16′ O | „Der Berg der Hoffnung“, nach dessen Besteigung die sogenannte Südgruppe der Nimrod-Expedition mit dem Beardmore-Gletscher einen geeigneten Weg zum geographischen Südpol fand                            | Mount Hope. In: Geographic Names Information System. United States Geological Survey, United States Department of the Interior, archiviert vom Original (englisch). Textarchiv – Internet Archive         |
| 7183         | Hunt-Gletscher               | Gletscher      | 76° 52′ S, 162° 25′ O | Henry Ambrose Hunt (1866–1946), australischer Meteorologe, der bei der Auswertung der wissenschaftlichen Daten der Nimrod-Expedition half                                                                 | Hunt-Gletscher. In: Geographic Names Information System. United States Geological Survey, United States Department of the Interior, archiviert vom Original (englisch). geographic.org                    |
| 7259         | Mount Ida                    | Berg           | 83° 35′ S, 170° 29′ O | Ida Jane Rule, spätere Ehefrau des neuseeländischen Journalisten Edward Saunders (1882–1922), Co-Autor von The Heart of the Antarctic                                                                     | Mount Ida. In: Geographic Names Information System. United States Geological Survey, United States Department of the Interior, archiviert vom Original (englisch). geographic.org                         |
| 7412         | Mount Iveagh                 | Berg           | 85° 4′ S, 169° 38′ O  | Edward Cecil Guinness, 1. Earl of Iveagh (1847–1927), Sponsor der Nimrod-Expedition | Mount Iveagh. In: Geographic Names Information System. United States Geological Survey, United States Department of the Interior, archiviert vom Original (englisch). geographic.org                      |
| 7677         | Mount Joyce                  | Berg           | 75° 36′ S, 160° 49′ O | Ernest Joyce (1875–1940), Teilnehmer der Nimrod-Expedition | Mount Joyce. In: Geographic Names Information System. United States Geological Survey, United States Department of the Interior, archiviert vom Original (englisch). geographic.org                       |
| 7786         | Mount Kathleen               | Berg           | 83° 46′ S, 172° 48′ O | Kathleen Shackleton (1884–1961), Ernest Shackletons Schwester | Mount Kathleen. In: Geographic Names Information System. United States Geological Survey, United States Department of the Interior, archiviert vom Original (englisch). geographic.org                    |
| 7838         | Keltie-Gletscher             | Gletscher      | 84° 53′ S, 170° 20′ O | John Scott Keltie (1840–1927), Sekretär der Royal Geographical Society | Keltie-Gletscher. In: Geographic Names Information System. United States Geological Survey, United States Department of the Interior, archiviert vom Original (englisch). geographic.org                  |
| 7938         | Mount Kinsey                 | Berg           | 84° 55′ S, 169° 18′ O | Joseph James Kinsey (1852–1936), Agent der Nimrod-Expedition in Neuseeland | Mount Kinsey. In: Geographic Names Information System. United States Geological Survey, United States Department of the Interior, archiviert vom Original (englisch). geographic.org                      |
| 7994         | Mount Kirkpatrick            | Berg           | 84° 20′ S, 166° 25′ O | Alexander Bryce Kirkpatrick (1865–unbekannt), schottischer Börsenmakler und Sponsor der Nimrod-Expedition                                                                                                 | Mount Kirkpatricky. In: Geographic Names Information System. United States Geological Survey, United States Department of the Interior, archiviert vom Original (englisch). geographic.org                |
| 8075         | Knobhead Moraine             | Moräne         | 77° 51′ S, 161° 36′ O | Knobhead | Knobhead Moraine. In: Geographic Names Information System. United States Geological Survey, United States Department of the Interior, archiviert vom Original (englisch). geographic.org                  |
| 8316         | Mount Kyffin                 | Berg           | 83° 48′ S, 171° 38′ O | Evan Kyffin-Thomas (1866–1935), mit Ernest Shackleton befreundeter australischer Journalist | Mount Kyffin. In: Geographic Names Information System. United States Geological Survey, United States Department of the Interior, archiviert vom Original (englisch). geographic.org                      |
| 8531         | Larsen-Gletscher             | Gletscher      | 75° 6′ S, 162° 28′ O  | Carl Anton Larsen (1860–1924), Teilnehmer der Schwedischen Antarktisexpedition | Larsen-Gletscher. In: Geographic Names Information System. United States Geological Survey, United States Department of the Interior, archiviert vom Original (englisch). geographic.org                  |
| 8647         | Mount Lecointe               | Berg           | 83° 9′ S, 161° 9′ O   | George Lecointe (1869–1929), belgischer Geophysiker und Teilnehmer der Belgica-Expedition | Mount Lecointe. In: Geographic Names Information System. United States Geological Survey, United States Department of the Interior, archiviert vom Original (englisch). geographic.org                    |
| 8940         | Mount Lloyd                  | Berg           | 83° 13′ S, 165° 44′ O | unbekannt, vermutlich Humphrey Lloyd (1800–1881), irischer Physiker | Mount Lloydr. In: Geographic Names Information System. United States Geological Survey, United States Department of the Interior, archiviert vom Original (englisch). Textarchiv – Internet Archive       |
| 8956         | Mount Lockwood               | Berg           | 84° 9′ S, 167° 24′ O  | Charles Barett Lockwood (1856–1914), britischer Chirurg und Freund des leitenden Arztes der Nimrod-Expedition Eric Marshall (1879–1963)                                                                   | Mount Lockwood. In: Geographic Names Information System. United States Geological Survey, United States Department of the Interior, archiviert vom Original (englisch). geographic.org                    |
| 9175         | Mount Lysaght                | Berg           | 82° 49′ S, 161° 19′ O | Gerald Stuart Lysaght (1868–1951), Freund Ernest Shackletons | Mount Lysaght. In: Geographic Names Information System. United States Geological Survey, United States Department of the Interior, archiviert vom Original (englisch). geographic.org                     |
| 9219         | Mackay-Gletscher             | Gletscher      | 76° 58′ S, 162° 0′ O  | Alistair Mackay (1878–1914), Teilnehmer der Nimrod-Expedition | Mackay-Gletscher. In: Geographic Names Information System. United States Geological Survey, United States Department of the Interior, archiviert vom Original (englisch). geographic.org                  |
| 9226         | Mount Mackellar              | Berg           | 83° 59′ S, 166° 39′ O | Campbell Mackellar, Sponsor der Nimrod-Expedition | Mount Mackellar. In: Geographic Names Information System. United States Geological Survey, United States Department of the Interior, archiviert vom Original (englisch). geographic.org                   |
| 9241         | Mount Mackintosh             | Berg           | 74° 22′ S, 161° 49′ O | Aeneas Mackintosh (1879–1916), Teilnehmer der Nimrod-Expedition | Mount Mackintosh. In: Geographic Names Information System. United States Geological Survey, United States Department of the Interior, archiviert vom Original (englisch). geographic.org                  |
| 9372         | Marble Point                 | Kap            | 77° 26′ S, 163° 50′ O | „Die Marmorspitze“ | Marble Point. In: Geographic Names Information System. United States Geological Survey, United States Department of the Interior, archiviert vom Original (englisch). geographic.org                      |
| 9449         | Mount Marshall               | Berg           | 84° 41′ S, 164° 39′ O | Eric Marshall (1879–1963), leitender Arzt der Nimrod-Expedition | Mount Marshall (Seite dauerhaft nicht mehr abrufbar, festgestellt im Juli 2025. Suche in Webarchiven) geographic.org                                                                                      |
| 9452         | Marshall Mountains           | Gebirgszug     | 84° 37′ S, 164° 30′ O | Eric Marshall (1879–1963), leitender Arzt der Nimrod-Expedition | Marshall Mountains. In: Geographic Names Information System. United States Geological Survey, United States Department of the Interior, archiviert vom Original (englisch). Textarchiv – Internet Archive |
| 9464         | Mount Marston                | Berg           | 76° 54′ S, 162° 12′ O | George Marston (1882–1940), Teilnehmer der Nimrod-Expedition | Mount Marston. In: Geographic Names Information System. United States Geological Survey, United States Department of the Interior, archiviert vom Original (englisch). geographic.org                     |
| 9577         | Kap Maude                    | Kap            | 83° 9′ S, 168° 25′ O  | Edward Addison Maude (1863–1932), Sponsor der Nimrod-Expedition | Kap Maude (Seite dauerhaft nicht mehr abrufbar, festgestellt im Juli 2025. Suche in Webarchiven) geographic.org                                                                                           |
| 9593         | Mawson-Gletscher             | Gletscher      | 76° 13′ S, 162° 5′ O  | Douglas Mawson (1882–1958), Teilnehmer der Nimrod-Expedition | Mawson-Gletscher. In: Geographic Names Information System. United States Geological Survey, United States Department of the Interior, archiviert vom Original (englisch). geographic.org                  |
| 9925         | Mickle Island                | Insel          | 77° 34′ S, 166° 13′ O | „mickle“ ist im Englischen ein umgangssprachliches Wort für „groß“ und hier eine ironische Benennung, da die Insel sehr klein ist                                                                         | Mickle Island. In: Geographic Names Information System. United States Geological Survey, United States Department of the Interior, archiviert vom Original (englisch). Textarchiv – Internet Archive      |
| 9985         | Mount Miller                 | Berg           | 83° 20′ S, 165° 48′ O | unbekannt, vermutlich Malcolm James Miller, neuseeländischer Werftbesitzer und späterer Bürgermeister von Lyttelton                                                                                       | Mount Miller. In: Geographic Names Information System. United States Geological Survey, United States Department of the Interior, archiviert vom Original (englisch). Textarchiv – Internet Archive       |
| 10006        | Mill-Gletscher               | Gletscher      | 85° 10′ S, 168° 30′ O | Hugh Robert Mill (1861–1950), Shackletons Freund und Teilnehmer der Discovery-Expedition | Mill-Gletscher. In: Geographic Names Information System. United States Geological Survey, United States Department of the Interior, archiviert vom Original (englisch). geographic.org                    |
| 10013        | Mount Mills                  | Berg           | 85° 12′ S, 165° 17′ O | James Mills (1847–1936), Eigner der Union Steam Ship Company | Mount Mills. In: Geographic Names Information System. United States Geological Survey, United States Department of the Interior, archiviert vom Original (englisch). geographic.org                       |
| 10418        | Mount Murray                 | Berg           | 76° 9′ S, 161° 50′ O  | James Murray (1865–1914), Teilnehmer der Nimrod-Expedition | Mount Murray. In: Geographic Names Information System. United States Geological Survey, United States Department of the Interior, archiviert vom Original (englisch). Textarchiv – Internet Archive       |
| 10481        | Nansen-Eistafel              | Gletscher      | 74° 53′ S, 163° 10′ O | Fridtjof Nansen (1861–1930), norwegischer Polarforscher | Nansen-Eistafel. In: Geographic Names Information System. United States Geological Survey, United States Department of the Interior, archiviert vom Original (englisch). geographic.org                   |
| 10736        | Mount Nimrod                 | Berg           | 85° 25′ S, 165° 45′ O | Nimrod, Schiff der gleichnamigen Expedition | Mount Nimrod. In: Geographic Names Information System. United States Geological Survey, United States Department of the Interior, archiviert vom Original (englisch). geographic.org                      |
| 11434        | Mount Patrick                | Berg           | 84° 13′ S, 172° 0′ O  | vermutlich Patrick Dudley Shackleton (1837–1901), Ernest Shackletons Onkel | Mount Patrick. In: Geographic Names Information System. United States Geological Survey, United States Department of the Interior, archiviert vom Original (englisch). geographic.org                     |
| 11710        | Kap Philippi                 | Kap            | 75° 14′ S, 162° 33′ O | Emil Philippi (1871–1910), deutscher Geologe | Kap Philippi. In: Geographic Names Information System. United States Geological Survey, United States Department of the Interior, archiviert vom Original (englisch). geographic.org                      |
| 11893        | Plunket Point                | Kap            | 85° 5′ S, 167° 6′ O   | William Plunket, 5. Baron Plunket (1864–1920), Gouverneur Neuseelands | Plunket Point. In: Geographic Names Information System. United States Geological Survey, United States Department of the Interior, archiviert vom Original (englisch). geographic.org                     |
| 11948        | Pony Lake                    | See            | 77° 33′ S, 166° 10′ O | „Der Pony-See“, Ponys wurden bei der Nimrod-Expedition als Zugtiere eingesetzt | Pony Lake. In: Geographic Names Information System. United States Geological Survey, United States Department of the Interior, archiviert vom Original (englisch). geographic.org                         |
| 12070        | Mount Priestley              | Berg           | 75° 11′ S, 161° 53′ O | Raymond Priestley (1886–1974), Teilnehmer der Nimrod-Expedition | Mount Priestley (Seite dauerhaft nicht mehr abrufbar, festgestellt im Juli 2025. Suche in Webarchiven) Textarchiv – Internet Archive                                                                      |
| 12127        | Prior Island                 | Insel          | 75° 41′ S, 162° 52′ O | George Thurland Prior (1862–1936), britischer Mineraloge, der für das Natural History Museum die geologischen Proben der Nimrod-Expedition untersuchte                                                    | Prior Island. In: Geographic Names Information System. United States Geological Survey, United States Department of the Interior, archiviert vom Original (englisch). geographic.org                      |
| 12248        | Königin-Alexandra-Kette      | Gebirgszug     | 84° 0′ S, 168° 0′ O   | Königin Alexandra (1844–1925), britische Monarchin | Königin-Alexandra-Kette. In: Geographic Names Information System. United States Geological Survey, United States Department of the Interior, archiviert vom Original (englisch). geographic.org           |
| 12285        | Mount Rabot                  | Berg           | 83° 11′ S, 161° 17′ O | Charles Rabot (1856–1944), französischer Geograph und Glaziologe | Mount Rabot. In: Geographic Names Information System. United States Geological Survey, United States Department of the Interior, archiviert vom Original (englisch). geographic.org                       |
| 12390        | Mount Raymond                | Berg           | 85° 53′ S, 174° 43′ O | Raymond Swinford Shackleton (1905–1960), Sohn Ernest Shackletons | Mount Raymond. In: Geographic Names Information System. United States Geological Survey, United States Department of the Interior, archiviert vom Original (englisch). geographic.org                     |
| 12467        | Reeves-Gletscher             | Gletscher      | 74° 45′ S, 162° 15′ O | William Pember Reeves (1857–1932), neuseeländischer Politiker | Reeves-Gletscher. In: Geographic Names Information System. United States Geological Survey, United States Department of the Interior, archiviert vom Original (englisch). geographic.org                  |
| 12487        | Mount Reid                   | Berg           | 83° 3′ S, 166° 1′ O   | Alfred Reid (1861–1957), Geschäftsführer der Nimrod-Expedition | Mount Reid. In: Geographic Names Information System. United States Geological Survey, United States Department of the Interior, archiviert vom Original (englisch). Textarchiv – Internet Archive         |
| 12506        | Relief Inlet                 | Bucht          | 75° 13′ S, 163° 45′ O | „Die Bucht der Befreiung“, in der die sogenannte Nordgruppe der Nimrod-Expedition im Februar 1909 gerettet wurde                                                                                          | Relief Inlet. In: Geographic Names Information System. United States Geological Survey, United States Department of the Interior, archiviert vom Original (englisch). geographic.org                      |
| 12568        | Kap Reynolds                 | Kap            | 75° 25′ S, 162° 34′ O | Jeremiah N. Reynolds (1799–1858), US-amerikanischer Publizist und Abenteurer, der in den 1830er Jahren die Idee einer Expedition zum Südpol entwickelte                                                   | Kap Reynolds. In: Geographic Names Information System. United States Geological Survey, United States Department of the Interior, archiviert vom Original (englisch). geographic.org                      |
| 12712        | Kap Roberts                  | Kap            | 77° 2′ S, 163° 12′ O  | William Roberts (1872–unbekannt), Teilnehmer der Nimrod-Expedition | Kap Roberts. In: Geographic Names Information System. United States Geological Survey, United States Department of the Interior, archiviert vom Original (englisch). geographic.org                       |
| 12718        | Mount Robert Scott           | Berg           | 83° 49′ S, 172° 48′ O | Robert Falcon Scott (1868–1912), britischer Polarforscher | Mount Robert Scott. In: Geographic Names Information System. United States Geological Survey, United States Department of the Interior, archiviert vom Original (englisch). Textarchiv – Internet Archive |
| 12914        | Kap Ross                     | Kap            | 76° 44′ S, 163° 1′ O  | James Clark Ross (1800–1862), britischer Polarforscher | Kap Ross. In: Geographic Names Information System. United States Geological Survey, United States Department of the Interior, archiviert vom Original (englisch). geographic.org                          |
| 13312        | Mount Saunders               | Berg           | 85° 21′ S, 165° 26′ O | Edward Saunders (1882–1922), neuseeländischer Journalist und Co-Autor von The Heart of the Antarctic | Mount Saunders. In: Geographic Names Information System. United States Geological Survey, United States Department of the Interior, archiviert vom Original (englisch). Textarchiv – Internet Archive     |
| 13623        | Shackleton-Eisfälle          | Gletscher      | 85° 8′ S, 164° 0′ O   | Ernest Shackleton (1874–1922), Leiter der Nimrod-Expedition | Shackleton-Eisfälle. In: Geographic Names Information System. United States Geological Survey, United States Department of the Interior, archiviert vom Original (englisch). geographic.org               |
| 14152        | Socks-Gletscher              | Gletscher      | 83° 42′ S, 170° 5′ O  | Socks war eines der Ponys, die bei der Nimrod-Expedition als Zugtiere für den Marsch zum geographischen Südpol eingesetzt wurden                                                                          | Socks-Gletscher. In: Geographic Names Information System. United States Geological Survey, United States Department of the Interior, archiviert vom Original (englisch). geographic.org                   |
| 14473        | Mount Stanley                | Berg           | 84° 9′ S, 165° 29′ O  | John Stead Stanley Marshall (1877–1956), Bruder des leitenden Arztes der Nimrod-Expedition Eric Marshall (1879–1963)                                                                                      | Mount Stanley. In: Geographic Names Information System. United States Geological Survey, United States Department of the Interior, archiviert vom Original (englisch). geographic.org                     |
| 14766        | Mount Suess                  | Berg           | 77° 2′ S, 161° 42′ O  | Eduard Suess (1831–1914), österreichischer Geologe | Mount Suess. In: Geographic Names Information System. United States Geological Survey, United States Department of the Interior, archiviert vom Original (englisch). geographic.org                       |
| 14811        | Sunk Lake                    | See            | 77° 34′ S, 166° 15′ O | „Der versunkene See“, der etwa 4,5 Meter unterhalb des Meeresspiegels liegt | Sunk Lake. In: Geographic Names Information System. United States Geological Survey, United States Department of the Interior, archiviert vom Original (englisch). geographic.org                         |
| 14919        | Swinford-Gletscher           | Gletscher      | 84° 45′ S, 164° 10′ O | Raymond Swinford Shackleton (1905–1960), Sohn Ernest Shackletons | Swinford-Gletsche. In: Geographic Names Information System. United States Geological Survey, United States Department of the Interior, archiviert vom Original (englisch). geographic.org                 |
| 15044        | Teall-Nunatak                | Berg           | 74° 50′ S, 162° 33′ O | Jethro Teall (1849–1924), britischer Geologe und Petrologe | Teall-Nunatak. In: Geographic Names Information System. United States Geological Survey, United States Department of the Interior, archiviert vom Original (englisch). geographic.org                     |
| 15137        | Terrace Lake                 | See            | 77° 35′ S, 166° 17′ O | „Der auf einer Terrasse liegende See“ | Terrace Lake. In: Geographic Names Information System. United States Geological Survey, United States Department of the Interior, archiviert vom Original (englisch). geographic.org                      |
| 15556        | Mount Tripp                  | Berg           | 83° 17′ S, 166° 53′ O | Leonard Owen Howard Tripp (1862–1957), neuseeländischer Helfer der Nimrod-Expedition | Mount Tripp. In: Geographic Names Information System. United States Geological Survey, United States Department of the Interior, archiviert vom Original (englisch). geographic.org                       |
| 15557        | Tripp Bay                    | Bucht          | 76° 37′ S, 162° 44′ O | Leonard Owen Howard Tripp (1862–1957), neuseeländischer Helfer der Nimrod-Expedition | Tripp Bay. In: Geographic Names Information System. United States Geological Survey, United States Department of the Interior, archiviert vom Original (englisch). geographic.org                         |
| 15558        | Tripp-Insel                  | Insel          | 76° 38′ S, 162° 42′ O | Leonard Owen Howard Tripp (1862–1957), neuseeländischer Helfer der Nimrod-Expedition | Tripp-Insel. In: Geographic Names Information System. United States Geological Survey, United States Department of the Interior, archiviert vom Original (englisch). geographic.org                       |
| 15813        | Mount Usher                  | Berg           | 84° 57′ S, 172° 4′ O  | John Edward Usher (1854–1918), beratender australischer Mediziner der Nimrod-Expedition | Mount Usher. In: Geographic Names Information System. United States Geological Survey, United States Department of the Interior, archiviert vom Original (englisch). geographic.org                       |
| 16260        | Mount Ward                   | Berg           | 85° 40′ S, 167° 10′ O | Joseph Ward (1856–1930), neuseeländischer Premierminister | Mount Ward. In: Geographic Names Information System. United States Geological Survey, United States Department of the Interior, archiviert vom Original (englisch). geographic.org                        |
| 16455        | Mount Westminster            | Berg           | 84° 59′ S, 169° 22′ O | Hugh Grosvenor, 2. Duke of Westminster (1879–1953), Sponsor der Nimrod-Expedition | Mount Westminster. In: Geographic Names Information System. United States Geological Survey, United States Department of the Interior, archiviert vom Original (englisch). geographic.org                 |
| 16490        | Bay of Whales                | Bucht          | 78° 30′ S, 164° 20′ W | „Die Bucht der Wale“ | Bay of Whales (Seite dauerhaft nicht mehr abrufbar, festgestellt im Juli 2025. Suche in Webarchiven) geographic.org                                                                                       |
| 16521        | Mount White                  | Berg           | 85° 9′ S, 170° 18′ O  | angebliche Benennung nach einem Sekretär der Nimrod-Expedition | Mount White. In: Geographic Names Information System. United States Geological Survey, United States Department of the Interior, archiviert vom Original (englisch). Textarchiv – Internet Archive        |
| 16587        | Mount Wild                   | Berg           | 84° 48′ S, 162° 40′ O | Frank Wild (1873–1939), Teilnehmer der Nimrod-Expedition | Mount Wild. In: Geographic Names Information System. United States Geological Survey, United States Department of the Interior, archiviert vom Original (englisch). geographic.org                        |
| 17727        | Mount Cis                    | Berg           | 77° 34′ S, 166° 17′ O | Cis war einer der Schlittenhunde, die als Zugtiere bei der Nimrod-Expedition eingesetzt wurden | Mount Cis. In: Geographic Names Information System. United States Geological Survey, United States Department of the Interior, archiviert vom Original (englisch). geographic.org                         |
| 17737        | Rocky Point                  | Kap            | 77° 31′ S, 166° 14′ O | „Die felsige Spitze“ | Rocky Point. In: Geographic Names Information System. United States Geological Survey, United States Department of the Interior, archiviert vom Original (englisch). geographic.org                       |
| –            | Alb Valley                   | Tal            | 74° 47′ S, 163° 46′ O | „Das Chorhemdtal“ | data.aad.gov.au |
| –            | Deep Snow Valley             | Tal            | 77° 35′ S, 166° 13′ O | „Das Tiefschneetal“ | data.aad.gov.au |
| –            | Derrick Point                | Kap            | 77° 33′ S, 166° 10′ O | „Der Ladebaumplatz“ am Kap Royds an dem Teilnehmer der Nimrod-Expedition mittels eines Krans Transportgüter von Beibooten an Land hieften                                                                 | data.aad.gov.au |
| –            | Front Door Bay               | Bucht          | 77° 33′ S, 166° 8′ O  | „Die Vordertür-Bucht“ auf der westlichen Seite von Kap Royds | data.aad.gov.au |
| –            | High Peak                    | Berg           | 77° 33′ S, 166° 33′ O | „Der hohe Gipfel“ | data.aad.gov.au |
| –            | Home Lake                    | See            | 77° 33′ S, 166° 7′ O  | „Der Zuhause-See“ unweit des Winterquartiers der Nimrod-Expedition | data.aad.gov.au |
| –            | Old Penguin Rookery          | Strand         | 77° 33′ S, 166° 10′ O | „Die alte Pinguin-Kolonie“ | data.aad.gov.au |